# Hochkönig
De Hochkönig is een 2941 meter hoge berg in het Oostenrijkse Salzburger Land en is daarmee de hoogste bergtop van de Berchtesgadener Alpen en is ook de naam van de omliggende bergketen. De Hochkönig ligt ten westen van stad Bischofshofen, ongeveer 42 km ten zuiden van Salzburg. Aan de zuidkant wordt de berg afgedekt door een plateaugletsjer genaamd de Übergossene Alm. Boven aan de top van de berg staat de berghut, het Matrashaus.

## Dal
In het dal van Hochkönig vindt men drie dorpen:
- Mühlbach am Hochkönig (854 m)
- Maria Alm (800 m)
- Dienten am Hochkönig (1.071 m)

## Skigebied
In het gebergte vind je ook een skigebied. Dit heet Hochkönigs Winterreich.

## Hutten en wandelingen
De eerste toeristische beklimming van de top werd door de theologieprofessor Peter Carl Thurwieser in 1826 aangelegd door middel van de normale route, tegenwoordig via de ox Cirque voor Arthurhaus. De route vanaf het Birgkarhaus door de Birgkar op het plateau is korter, maar veel gevaarlijker en fysiek veeleisender dan de gemakkelijkste route naar de Hochkönig.
Op de Hochkönig van 2941 meter staat het Matrashaus, een hut van de Oostenrijkse Toeristenclub. Arthurhaus en de Erich-hut alsook de Oost-Pruisenhut, de Bert Gene-hut (bivakdoos), Mitterfeldalm dienen als basis voor bergbeklimmen.